# Курская АЭС
Курская АЭС (КуАЭС) — атомная электростанция в России, расположенная в городе Курчатов Курской области, в 40 км к западу от города Курск на берегу реки Сейм. Состоит из двух работающих энергоблоков общей мощностью 2 ГВт. По мере исчерпания ресурса энергоблоков Курской АЭС их мощность будет замещена блоками Курской АЭС-2.
Курская АЭС является филиалом концерна АО «Концерн Росэнергоатом».
На станции трудятся более 5 тысяч человек.
В 2021 году выработка электроэнергии составила 25,1 млрд кВт·ч.

## Расположение
Курская АЭС расположена на левом берегу реки Сейм в городе Курчатов Курской области. До областного центра — города Курск — 40 км.
Район, в котором расположена КуАЭС, относится к 5-балльной сейсмической зоне с периодом повторения 1 раз в 100 лет и к 6-балльной зоне с периодом повторения раз в 10 000 лет.

## История

### Строительство

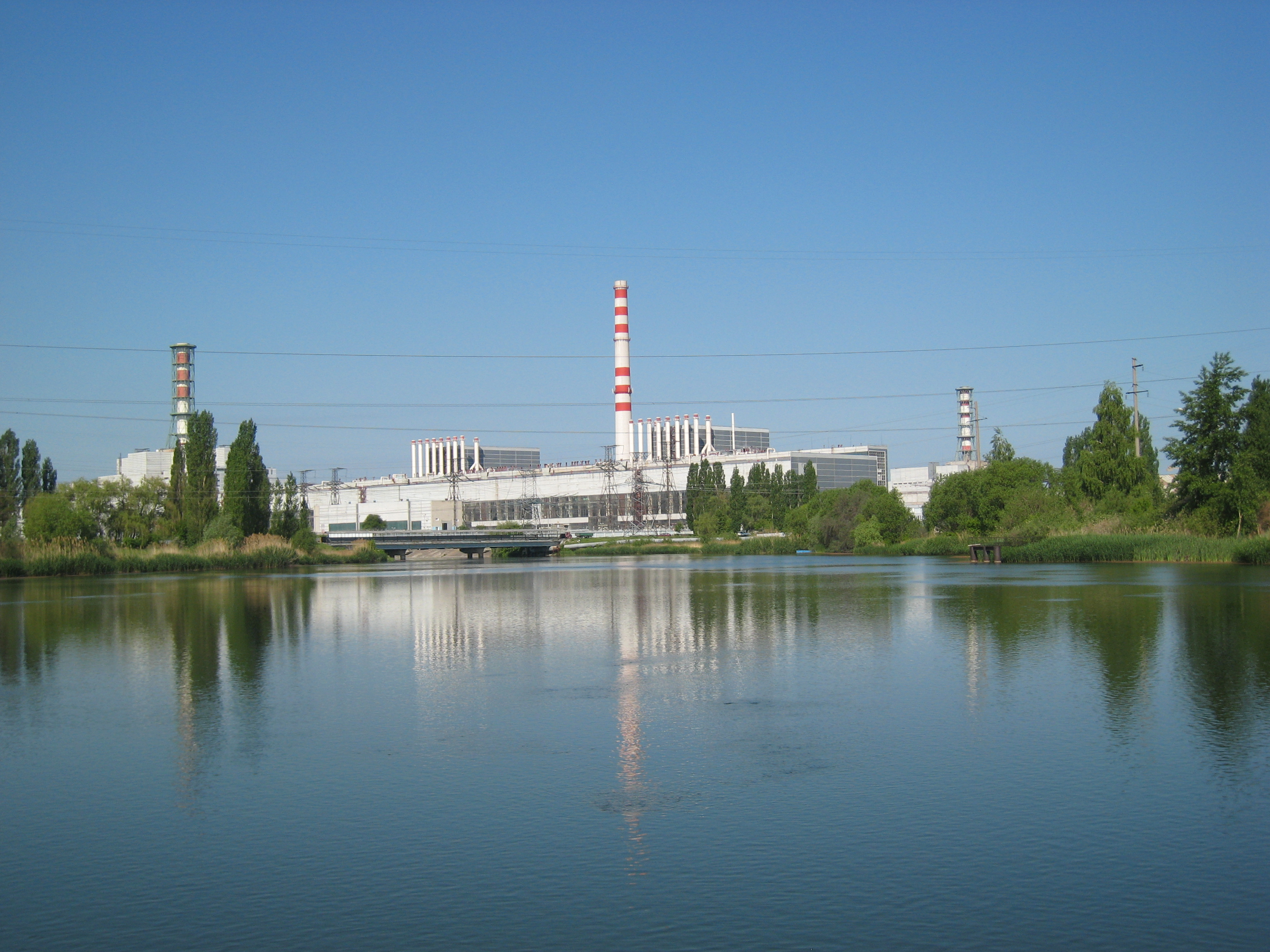
Внешний вид энергоблоков

В связи с дефицитом твёрдого топлива в европейской части СССР в 1965 году была принята широкая программа по строительству атомных электростанций. В рамках программы было предложено построить Курскую АЭС на той же площадке, где ранее планировалось сооружение электростанции. В 1967 году по заданию Министерства энергетики и электрификации СССР институт «Теплоэлектропроект» разработал три варианта проектных решений для новой атомной станции на основе реакторов типа РБМК-1000, ВВЭР-1000 и газового реактора. По итогам задания «Теплоэлектропроект» рекомендовал к постройке вариант с ВВЭР-1000, однако утверждён был проект на основе РБМК-1000.

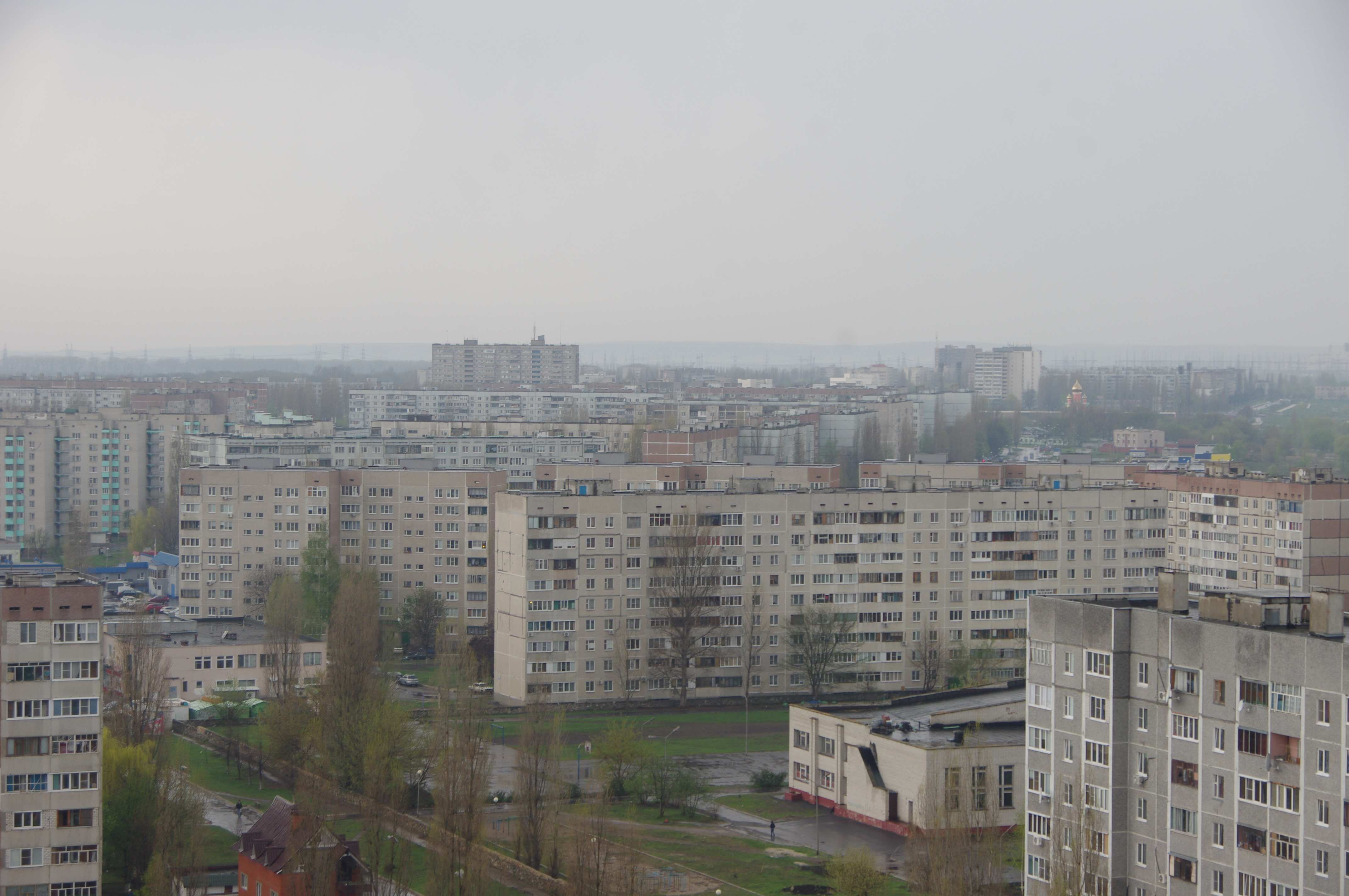
Вид на застройку города Курчатов

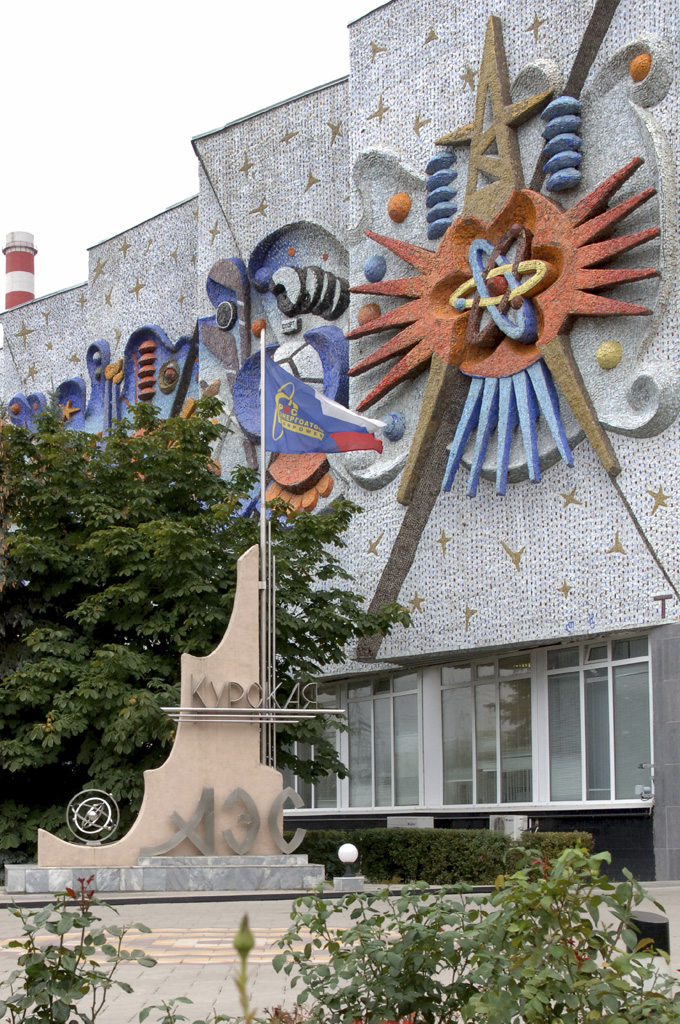
Административный корпус

Перед началом строительства были проведены инженерные изыскания под основные и вспомогательные сооружения атомной станции и её нового города-спутника — Курчатова. Новый город, названный в честь физика Игоря Курчатова, был возведён по проектам типового многоэтажного жилья. Первый дом в Курчатове был сдан в эксплуатацию в 1969 году.
Постройка Курской АЭС велась в условиях болотистой местности. В рамках проведённых изысканий были разведаны Курчатовский (Тарасовский), Дичнянский и Липинский водозаборы питьевой воды, месторождение песков и суглинков для строительных целей. Для охлаждения реакторов станции было создано Курское водохранилище путём изменения русла реки Сейм на 10 км. Широкомасштабные строительные работы по сооружению водохранилища привели к утрате ряда археологических и палеонтологических объектов.
Строительство Курской атомной станции было объявлено Всесоюзной ударной комсомольской стройкой. Основная часть прибывших со всего Советского союза строителей не имела необходимой специальности и для обучения прибывших специалистов был открыт учебный комбинат при строительном городке.
Строительство фундамента главного корпуса станции началось в июле 1971 года. Установку первого реактора производили несколько бригад треста «Центроэнергомонтаж». Минэнерго было согласовано использование на энергоблоке железобетонных панелей перекрытия, которые производились на базе местного завода железобетонных изделий. В эксплуатацию первый энергоблок был введён 19 декабря 1976 года. На момент запуска он являлся самым мощным генератором электроэнергии в Центрально-Черноземном экономическом регионе.
Реакторное отделение второго энергоблока было сооружено за девять месяцев, что в два с половиной раза быстрее, чем сооружение первого энергоблока. Второй энергоблок был запущен 28 января 1979 года. Монтаж стеновых панелей третьего энергоблока вёлся крупноблочным способом. Физический пуск третьего энергоблока состоялся 9 августа 1983 года, а полноценный ввод в эксплуатацию — 17 октября 1983 года. Четвёртый энергоблок был сдан 23 ноября 1985 года. На проектную мощность четвёртый энергоблок был выведен 5 февраля 1986 года.
В ходе строительства бригадир арматурщиков А. В. Фомин, ранее участвовавший в возведении трёх гидроэлектростанций, внедрил механизированное поточное изготовление арматуры и добился безотходного изготовления арматурной продукции.

### Пятый энергоблок
Проект строительства пятого энергоблока был разработан в 1984 году. Спустя два года было запланировано построить пятый энергоблок к 1992 году, однако его постройка была заморожена из-за аварии на Чернобыльской АЭС. В 1992—1993 годах проект энергоблока был доработан с внедрением модернизированной графитовой кладки активной зоны. Проект получил положительное заключение экспертизы и строительство было утверждено вновь. Тем не менее сооружение энергоблока начато не было, а сроки его сдачи постоянно переносились.
В 2005 году году постройка пятого энергоблока не вошла в федеральную целевую программу «Развитие атомного энергопромышленного комплекса России на 2007—2010 годы и на перспективу до 2015 года». К этому моменту энергоблок имел строительную готовность 65—75 % и лицензию Ростехнадзора на окончание строительства. Спустя два года энергоблок имел высокую степень готовности. Строители успели смонтировать оборудование реакторного цеха на 70 %, основное оборудование реактора — на 95 %, турбинный цех — на 90 %. По словам губернатора Курской области Александра Михайлова, к 2010 году на строительство энергоблока было затрачено свыше 27 млрд рублей. Окончательное решение с отказом от достройки пятого энергоблока было принято в марте 2012 года.

### Эксплуатация

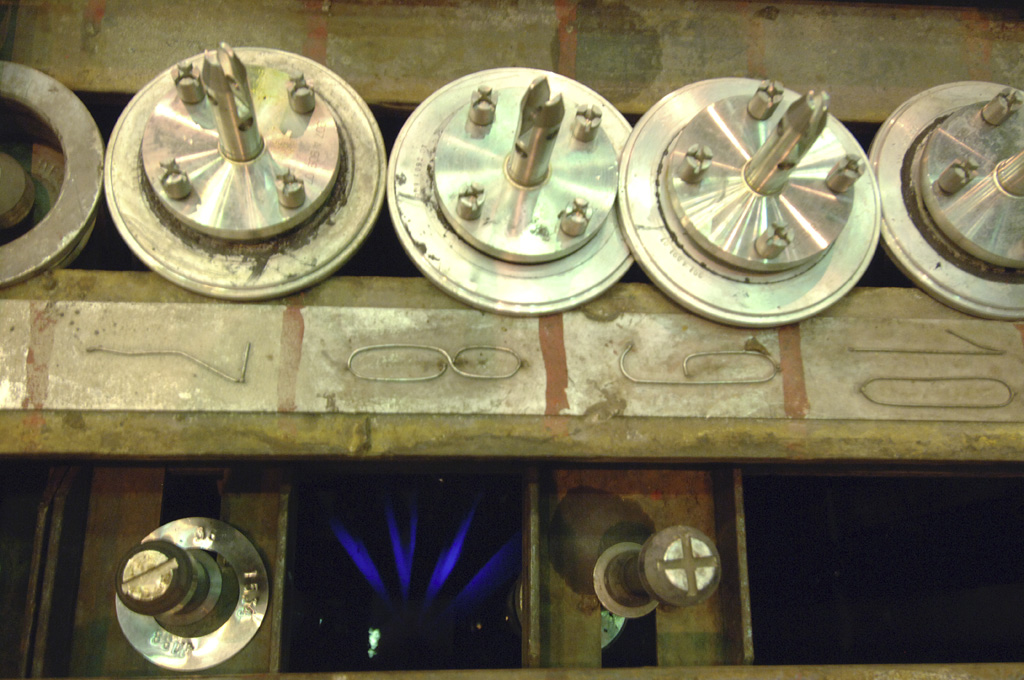
Свечение отработанных топливных кассет

Со вводом Курской АЭС получили своё развитие крупные предприятия, среди которых Михайловский, Лебединский, Стойленский горно-обогатительные комбинаты, Старооскольский электрометаллургический и Новолипецкий металлургический комбинаты.
Более 20 лет на Курской АЭС проработала Людмила Михайловна Николаева — первая в мире женщина, управлявшая атомным реактором. Её супруг — Том Петрович Николаев — стал первым в истории КуАЭС главным инженером. В марте 1986 года Николаев отказался выполнить программный эксперимент, который спустя месяц привёл к взрыву на Чернобыльской АЭС. Николаев обосновал отказ выполнить эксперимент небольшой экономией энергии за счёт его проведения и отсутствием гарантии своевременной подачи воды для охлаждения реактора.
В феврале 1994 года профсоюз и совет трудового коллектива Курской АЭС объявили о создании комитета по организации акции протеста из-за не выплат заработных плат в течение трёх месяцев. В этот период задолженность потребителей перед станцией составила 85,2 млрд рублей в связи с чем руководство АЭС не могло закупать необходимое топливо, оборудование и запчасти. В марте 1994 года пять членов профсоюза объявили о начале голодовки, а спустя месяц делегация работников Курской АЭС из 42 человек приняла участие в пикетах в Москве с требованиям обратить внимание на проблемы в атомной энергетике.
С 1994 по 2009 год была проведена техническая модернизация всех энергоблоков Курской АЭС. В 2017 году на Курской АЭС начали производство изотопа кобальт-60.

### Вывод из эксплуатации
Для замещения мощностей четырёх энергоблоков действующей Курской АЭС в 2012 году был разработан проект сооружения Курской АЭС-2 в селе Макаровка Курчатовского района. Новая станция будет состоять из четырёх энергоблоков типа ВВЭР-ТОИ. К постройке новой станции строители приступили в 2018 году. Запуск первого энергоблока Курской АЭС-2 планируется на 2025 год, а второго — на 2027 год. Стоимость строительства двух энергоблоков составит около 350 млрд рублей.
19 декабря 2021 года навсегда был остановлен первый энергоблок Курской АЭС.
31 января 2024 года в 4:01 навсегда был остановлен второй энергоблок Курской АЭС
Эксплуатация третьего и четвёртого энергоблоков Курской АЭС продлится до 2033 и 2035 годов соответственно.

## Конструкция

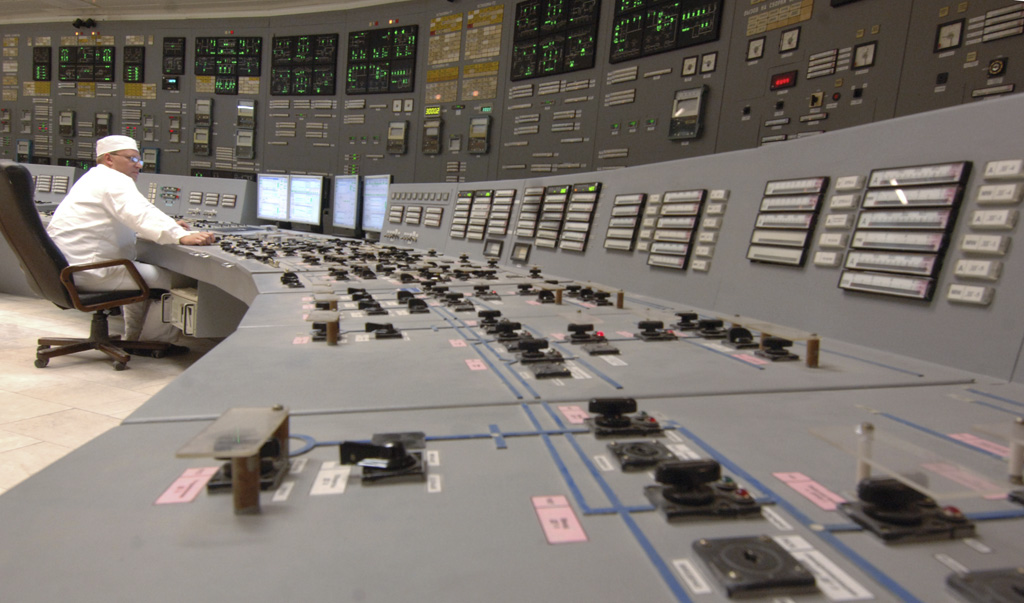
Блочный щит управления

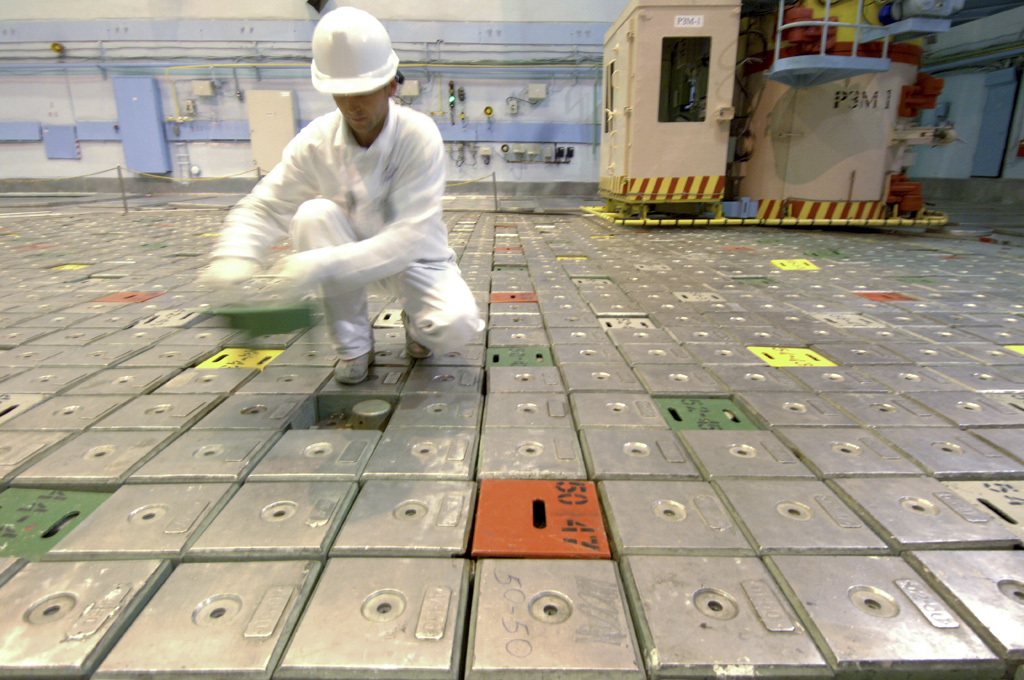
Центральный зал энергоблока

Курская АЭС стала второй станцией с реакторами типа РБМК-1000 после Ленинградской АЭС, запущенной в 1973 году. Курская АЭС является станцией одноконтурного типа, где подаваемый на турбины пар вырабатывается в реакторе при кипении проходящей через него очищенной воды, циркулирующей по замкнутому контуру. Отработанный пар в конденсаторах турбин охлаждается водой Курского водохранилища. Курская АЭС использует канальные ядерные реакторы кипящего типа с графитовым замедлителем и водяным теплоносителем. Подобные реакторы вырабатывают насыщенный пар под давлением 7,0 мегапаскаль.
Предприятие Курской АЭС состоит из более 50 подразделений. Основными являются: реакторный цех, турбинный цех, химический цех, цех обеспечивающих систем, электрический цех, цех тепловой автоматики и измерений.
Каждый энергоблок Курской АЭС включает в себя следующее оборудование:
- уран-графитовый реактор РБМК-1000 тепловой мощности 3200 МВт, со вспомогательными системами.
- две турбины К-500-65/3000 (производства Харьковского турбиного завода).
- два генератора ТВВ-500-2 мощностью 500 МВт каждый (производства завода «Электросила»).

Все энергоблоки Курской АЭС управляются из общего машинного зала. Каждый блок имеет раздельные помещения для реакторов и их вспомогательного оборудования, систем транспортировки топлива и пультов управления реакторами. Каждая очередь имеет общее помещение для газоочистки и систем спецочистки воды.
Курская АЭС выдаёт электроэнергию по 9 линиям электропередачи:
- 6 линий (330 кВ): 4 линии для электроснабжения области (идут от ОРУ 330 кВ КуАЭС на ПС 330/110 кВ «Южная», «Курская», «Железногорская»), 2 для севера Украины.
- 3 линии (750 кВ): 1 линия для Белгородской области (на ПС 750/500/330/110 кВ «Металлургическая»), 1 линия для северо-востока Украины (ПС 750 кВ «Североукраинская»), 1 линия для Брянской области (ПС 750 кВ «Новобрянская»).
- одна линия 110 кВ используется для резервного электроснабжения собственных нужд.

Курская АЭС, как и другие электростанции России, работает параллельно, выдавая мощность в единую энергетическую систему. Нагрузка в равной мере распределяется между всеми электростанциями ЕЭС.

## Информация об энергоблоках
На Курской АЭС работают два энергоблока с реакторами РБМК-1000, электрической мощностью до 1000 МВт каждый, которые были введены в эксплуатацию последовательно в 1983 и 1985 годах. После аварии на Чернобыльской АЭС было заморожено строительство пятого энергоблока. Первый энергоблок КуАЭС, работавший с 1976 года, был выведен из эксплуатации в 2021 году. Второй энергоблок который работал с 1979 года, был остановлен 31 января 2024 года. Эксплуатация третьего и четвёртого энергоблоков Курской АЭС планируется до 2033 и 2035 годов соответственно.
| Энергоблок       | Тип реакторов | Мощность | Мощность | Начало строительства | Подключение к сети                   | Ввод в эксплуатацию                  | Закрытие                             |
| Энергоблок       | Тип реакторов | Чистая   | Брутто   | Начало строительства | Подключение к сети                   | Ввод в эксплуатацию                  | Закрытие                             |
| ---------------- | ------------- | -------- | -------- | -------------------- | ------------------------------------ | ------------------------------------ | ------------------------------------ |
| Курск-1          | РБМК-1000     | 925 МВт  | 1000 МВт | 01.06.1972           | 19.12.1976                           | 12.10.1977                           | 19.12.2021                           |
| Курск-2          | РБМК-1000     | 925 МВт  | 1000 МВт | 01.01.1973           | 28.01.1979                           | 17.08.1979                           | 31.01.2024                           |
| Курск-3          | РБМК-1000     | 925 МВт  | 1000 МВт | 01.04.1978           | 17.10.1983                           | 30.03.1984                           | 2033 (план)                          |
| Курск-4          | РБМК-1000     | 925 МВт  | 1000 МВт | 01.05.1981           | 02.12.1985                           | 05.02.1986                           | 2035 (план)                          |
| Курск-5          | РБМК-1000     | 925 МВт  | 1000 МВт | 01.12.1985           | Строительство остановлено 15.08.2012 | Строительство остановлено 15.08.2012 | Строительство остановлено 15.08.2012 |
| Курск-6          | РБМК-1000     | 925 МВт  | 1000 МВт | 01.08.1986           | Строительство остановлено 01.12.1993 | Строительство остановлено 01.12.1993 | Строительство остановлено 01.12.1993 |
| Курск 2-1        | ВВЭР-ТОИ      | 1115 МВт | 1255 МВт | 29.04.2018           | 2023—2024(план)                      | 2025 (план)                          |                                      |
| Курск 2-2        | ВВЭР-ТОИ      | 1115 МВт | 1255 МВт | 15.04.2019           | 2024—2025(план)                      | 2026 (план)                          |                                      |
| Курск 2-3 (план) | ВВЭР-ТОИ      | 1115 МВт | 1255 МВт |                      |                                      | 2032 (план)                          |                                      |
| Курск 2-4 (план) | ВВЭР-ТОИ      | 1115 МВт | 1255 МВт |                      |                                      | 2033 (план)                          |                                      |

## Экологическое состояние

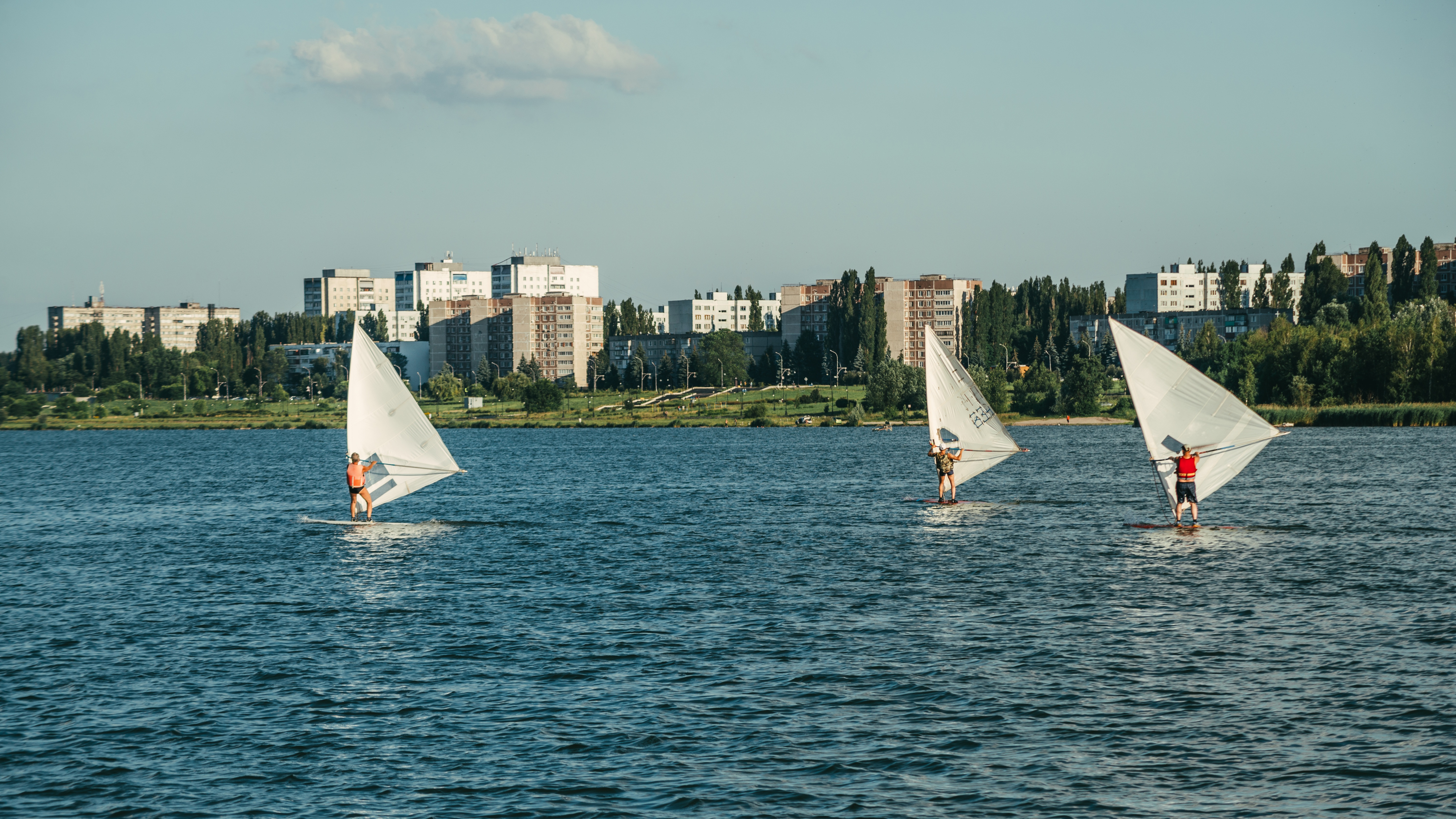
Курское водохранилище

Курская АЭС осуществляет выброс 47 различных химических веществ. Основными источниками выбросов являются очистные сооружения промышленной площадки и котельные. Суммарный валовой выброс вредных химических веществ в атмосферу составил в 2018 году 14 % от установленных нормативов предельно допустимых выбросов. На 2019 год удельный вес выбросов загрязняющих веществ в атмосферу Курской АЭС от всей Курской области составил 0,16 %. Эксплуатация Курской АЭС по данным наблюдений в период с 2003 по 2020 год не привела к ухудшению радиоэкологической ситуации в регионе.
С 2007 года Курская АЭС сотрудничает с Центрально-Чернозёмным государственным заповедником имени В. В. Алёхина, который занимается изучением биологического разнообразия в прибрежной защитной полосе Курского водохранилища.
На территории Курской АЭС (более 230 гектарах) зафиксировано более 100 видов птиц, 524 вида сосудистых растений, 40 видов мохообразных, 41 вид лишайников, более 100 видов грибов. При этом на территории станции выявлено 13 растений, занесённых в Красные книги России и Курской области. В водоёме у Курской АЭС был зафиксирован самый крупный злак в регионе — пятиметровый тростник. В 2021 году году в водохранилище было выпущено 12 тысяч растительноядных рыб.
На различные программы по охране и мониторингу окружающей среды в 2021 году Курская АЭС выделила 550 миллионов рублей.
Курская АЭС расположена в зоне интенсивного ведения сельскохозяйственной деятельности, где обрабатываемые земли занимают около 90 % сухопутной части 30-километровой зоны вокруг станции. По состоянию на 2018 год в 15-километровой зоне КуАЭС работают три сельскохозяйственных предприятия. Средняя урожайность зерновых культур в данной зоне в 2018 году составляла 29-43 центнера с гектара. На территории станции распространены 11 разнообразных типов почв от серых лесостепных до обыкновенных чернозёмов.

## Безопасность

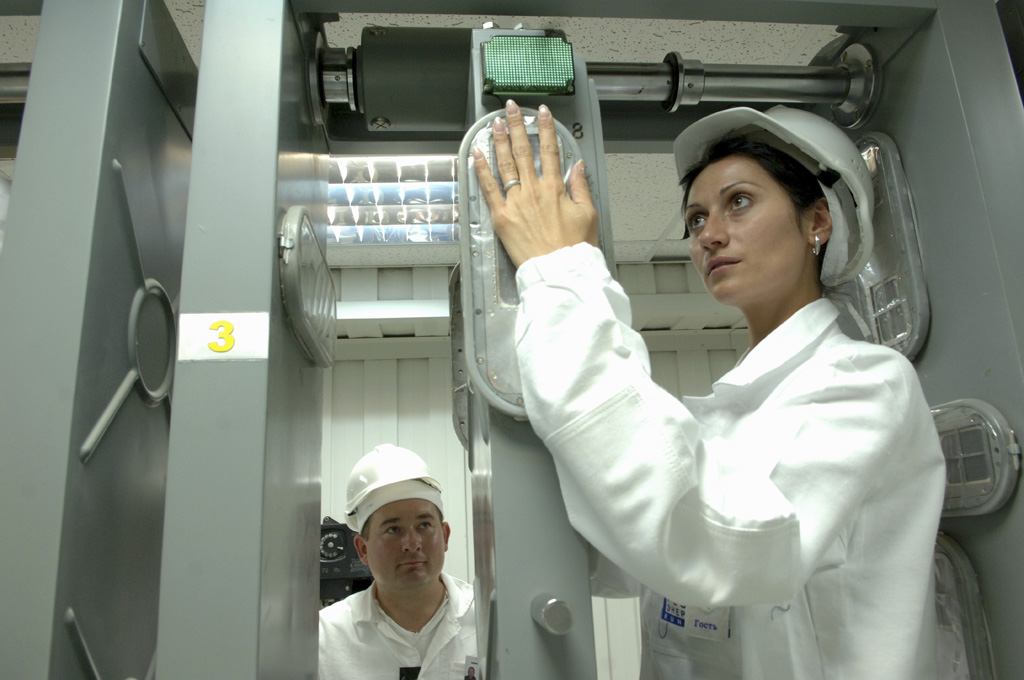
Радиационный контроль

Радиус санитарно-защитной зоны Курской АЭС составляет 1,7 км, зоны наблюдения — 19 км. В санитарно-защитной зоне, кроме собственно объектов атомной станции, расположены предприятия строительного комплекса, монтажные организации и обслуживающие станцию предприятия.
Мониторинг состояния радиационного фона вокруг станции осуществляется автоматизированной системой контроля радиационной обстановки (АСКРО) и службой внешнего радиационного контроля Курской АЭС. По данным радиологической лаборатории ФБУЗ «Центр гигиены и эпидемиологии в Курской области» с 2011 по 2015 год превышения гигиенических нормативов содержания изотопов Цезий-137 и Стронция-90 в пищевых продуктах питания, произведённых вблизи Курской АЭС, зафиксировано не было.
По итогам 2009 года Курская АЭС признана лучшей в России атомной станцией в области культуры безопасности.

### Безопасность в ходе боевых действий
10 августа 2024 года РФ сообщила МАГАТЭ, что на фоне вторжения ВСУ в Курской области на КАЭС были обнаружены части сбитых ракет. К тому времени прямых обстрелов Курской АЭС зафиксировано не было. Днем ранее гендиректор «Росатома» Алексей Лихачев заявил главе МАГАТЭ Рафаэлю Гросси, что действия ВСУ создают прямую угрозу Курской АЭС и развитию мировой атомной энергетики.
27 августа 2024 года гендиректор МАГАТЭ Рафаэль Гросси после личного посещения АЭС выступил с заявлением. Он охарактеризовал ситуацию на АЭС следующим образом:
- из-за идущих вблизи АЭС боевых действий возникла опасность ядерного инцидента
- на Курской АЭС эксплуатируются реакторы типа РБМК, того же типа что и у Чернобыльской АЭС
- эти реакторы не имеют защитной оболочки (контейнмента), которой оснащены многие реакторы других типов в мире
- из-за отсутствия контейнмента активная зона реактора очень уязвима для ударов артиллерии или ударов дронов
- в случае какого-то внешнего воздействия на активную зону этого реактора, произойдет ядерный инцидент, который может привести к выбросу радиации.

По оценке Гросси, станция находится в пределах досягаемости артиллерии ВСУ.
В октябре 2024 года в ходе российского вторжения в Украину в Курчатове недалеко от парка «Тёплый берег» произошел пожар. На видео пожара слышно вторичную детонацию, происходящую при попадании по складу боеприпасов. Губернатор Курской области Алексей Смирнов заявил, что украинский беспилотник в результате подавления средствами РЭБ упал в хозяйственную постройку, что и послужило причиной взрывов.

## Показатели работы
Курская АЭС является одним из основных налогоплательщиков Курской области, ежегодно отчисляя в региональный бюджет более 3 млрд рублей, а в местный бюджет — порядка 100 млн рублей. Станция является крупнейшим предприятием Центрального Черноземья по производству электроэнергии. Доля Курской АЭС среди всех электростанций Черноземья составляет 49 %, а среди всех станций «Росэнергоатома» — 16,8 %. Станция производит 90 % промышленного энергопотребления Курской области. Около 70 % вырабатываемой электроэнергии Курской АЭС поставляется за пределы области. Крупнейшими потребителям электроэнергии Курской АЭС являются такие предприятия как Михайловский горно-обогатительный комбинат, Белгородская дистанция электроснабжения ЮВЖД, Курская дистанция электроснабжения МЖД, Курская подшипниковая компания, Курскрезинотехника, Курскхимволокно, Газпром трансгаз Москва, Курское линейное производственное управление магистральных газопроводов.
Курская АЭС стала второй в России после Ленинградской АЭС сумевшей выработать с момента запуска более триллиона киловатт-часов. По итогам 2017 года КуАЭС оказалась в тройке самых производительных российских атомных станций, выработав 28,6 млрд киловатт-часов электроэнергии.
| Год  | КИУМ,%  | Энерговыработка, кВт·ч | «Лучшая АЭС России» |
| 2022 | 77,33 % | 20,3 млрд              |                     |
| 2021 |         | 25,1 млрд              |                     |
| 2020 | 72,4 %  | 26,5 млрд              | II место            |
| 2019 | 68,06 % | 23,8 млрд              | III место           |
| 2018 | 70,7 %  | 24,7 млрд              |                     |
| 2017 | 81,71 % | 28,6 млрд              |                     |
| 2016 | 78,24 % | 27,4 млрд              | II место            |
| 2015 | 84,79 % | 29,71 млрд             |                     |
| 2014 | 83,4 %  | 29,2 млрд              | III место           |
| 2013 | 67,3 %  | 23,5 млрд              |                     |
| 2012 | 82,67 % | 29 млрд                |                     |
| 2011 | 82,9 %  | 29 млрд                |                     |
| 2010 | 81,8 %  | 28,6 млрд              |                     |
| 2009 | 78,2 %  | 27,4 млрд              | III место           |
| 2008 | 66,1 %  | 23,2 млрд              |                     |
| 2007 | 79,25 % | 27,7 млрд              |                     |

## Руководители
| Директора - Воскресенский Юрий Кондратьевич (1968—1976) - Горелихин Владимир Кузьмич (1976—1984) - Гусаров Владимир Иванович (1984—1997) - Слепоконь Юрий Иванович (1997—2008) - Сорокин Николай Михайлович (2008—2011) - Федюкин Вячеслав Александрович (2011—2022) - Увакин Александр Владимирович (2022—н. в.) | Главные инженеры - Николаев Том Петрович (1974—1979) - Филимонцев Юрий Николаевич (1980—1983) - Ряхин Вячеслав Михайлович (1983—2005) - Увакин Александр Владимирович (2005—2022) - Щиголев Андрей Владимирович (2022—н. в.) Прочие - Юровский, Леонид Алексеевич-заместитель главного инженера. |

## В культуре
В 2019 году на недостроенном пятом блоке Курской АЭС снимался художественный фильм «Чернобыль» режиссёра Данилы Козловского.